# Городское поселение посёлок Айхал
Городско́е поселе́ние посёлок Айхал — муниципальное образование в Мирнинском районе Якутии Российской Федерации.
Административный центр — пгт Айхал.

## История
Статус и границы городского поселения установлены Законом Республики Саха (Якутия) от 30 ноября 2004 года N 173-З N 353-III «Об установлении границ и о наделении статусом городского и сельского поселений муниципальных образований Республики Саха (Якутия)».

## Население
| 2011    | 2012    | 2013    | 2014    | 2015    | 2016    | 2017    |
| ------- | ------- | ------- | ------- | ------- | ------- | ------- |
| 13 820  | ↘13 670 | ↘13 664 | ↘13 459 | ↗13 471 | ↗14 112 | ↘14 021 |
| 2018    | 2019    | 2020    | 2021    | 2023    |         |         |
| ↘13 733 | ↗13 902 | ↗13 945 | ↘13 370 | ↘13 359 |         |         |

## Состав городского поселения
| № | Населённый пункт | Тип населённого пункта      | Население |
| - | ---------------- | --------------------------- | --------- |
| 1 | Айхал            | пгт, административный центр | ↘13 359   |
| 2 | Моркока          | село                        | →0        |